# Seebacher Maschinenbau
Seebacher Maschinenbau AG était une entreprise suisse, travaillant dans le domaine de la construction mécanique et fabricant d’automobiles.

## Historique de l’entreprise
En 1912, Mathias Klüglein reprend la société Aufzüge- und Räderfabrik Seebach (ARSAG), fondée en 1910. Pour la nouvelle société, les noms Seebacher Maschinenbau AG ou simplement Maschinenbau AG peuvent être trouvés. Le siège social de l’entreprise était situé au 468, Schaffhauser Straße à Seebach. Des ascenseurs, des moteurs de voiture, des transmissions, des mitrailleuses, des munitions et des téléphériques ont été commercialisés. La production d’automobiles a commencé en 1918 et a pris fin en 1921 (ou 1924 selon d’autres sources). Le nom de la marque était Seebacher. Au total, plusieurs dizaines d’automobiles ont été produites. La société est mise en liquidation judiciaire en 1924.

## Véhicules
Le concepteur des véhicules était Rudolf Egg, qui a précédemment fondé Egg & Egli et qui a ensuite produit des automobiles sous la marque Egg, avec l’aide de Fritz Moser des Moteurs Moser.
Initialement, le modèle a été produit par Egg. Un moteur à quatre cylindres Zedel fournissait la propulsion. Le moteur était monté à l’avant du véhicule et entraînait l’essieu arrière via un arbre de cardan. Une particularité était que la transmission était disposée sur l’essieu arrière dans une conception de boîte-pont.
En outre, un nouveau modèle de 11 ch a été créé, qui était également équipé d’un moteur à quatre cylindres Zedel. Une particularité était la présence d’un démarreur électrique,. Ce modèle a été annoncé dans l’Automobil Revue du 29 avril 1921.